# Christoph Kreuzer
Christoph Kreuzer (ur. 9 września 1982 w Villach) – holenderski skoczek narciarski pochodzenia austriackiego, startujący w zawodach organizowanych przez FIS w latach 2002–2004.
Jeden z dwóch holenderskich skoczków, obok Ingemara Mayra, który zdobywał punkty do klasyfikacji Pucharu Świata w skokach narciarskich. Uczestnik Mistrzostw Świata w Lotach Narciarskich 2002 i Mistrzostw Świata w Narciarstwie Klasycznym 2003. Aktualnie zawodnik austriackiego klubu tenisowego TC Arnoldstein.

## Życie prywatne
Urodził się 9 września 1982 roku w Villach. Jego matka urodziła się w Amsterdamie, a wuj mieszkał we fryzyjskim mieście Leeuwarden. Z uwagi na brak szans na występy w narodowej reprezentacji Austrii, za namową Ingemara Mayra, zdecydował się startować w barwach holenderskich. Z wnioskiem o przyznanie Kreuzerowi obywatelstwa wystąpił w 2001 Holenderski Związek Narciarski.
Christoph Kreuzer zameldowany był wówczas w rodzinnym mieście swojego wuja, w Leeuwarden. Zanim oficjalnie został członkiem holenderskiej reprezentacji, tj. jeszcze przed uzyskaniem obywatelstwa, przez kilka miesięcy uczestniczył w wyjazdach szkoleniowych z reprezentantami Holandii w skokach narciarskich – Ingemarem Mayrem, Boyem van Baarle i Jeroenem Nikkelem.
Miasto urodzenia matki oraz aktualne miejsce zameldowania samego zawodnika przyspieszyły procedurę przyznawania obywatelstwa, które zostało mu nadane w grudniu 2001. Od tego czasu oficjalnie został członkiem holenderskiej reprezentacji w skokach narciarskich. W zawodach startował do 2004, kiedy postanowił zakończyć karierę skoczka narciarskiego. Powrócił wówczas do swojego miejsca zamieszkania – Arnoldstein – i dołączył do lokalnego klubu tenisowego TC Arnoldstein.
Wśród jego zainteresowań, poza tenisem, jest również muzyka. Zna trzy języki – niemiecki, niderlandzki i angielski.

## Przebieg kariery

### Sezon 2001/2002
Do ekipy holenderskiej dołączył w sezonie 2001/2002 za namową innego Austriaka z holenderskim obywatelstwem – Ingemara Mayra. Pierwszy występ w Pucharze Kontynentalnym zaliczył 2 stycznia 2002 w Innsbrucku, kiedy zajął 37. miejsce w konkursie. Siedemnaście dni później, na obiekcie w Courchevel, zajął 22. miejsce w zawodach PK, dzięki czemu wywalczył pierwsze w karierze punkty do klasyfikacji.
24 stycznia 2002 zadebiutował w Pucharze Świata. Wystartował wówczas w serii kwalifikacyjnej do konkursu indywidualnego na skoczni w Hakubie, jednak nie zdołał awansować do konkursu głównego. W następnych zawodach Pucharu Świata, które rozegrano 26 stycznia w Sapporo, wystartował w konkursie głównym i zdobył dwa punkty PŚ, plasując się na 29. miejscu. Tym samym został drugim w historii reprezentantem Holandii, który wywalczył punkty do klasyfikacji Pucharu Świata w skokach narciarskich. Dzień później, po raz drugi w historii holenderski zespół wystąpił w drużynowych zawodach Pucharu Świata. Drużyna w składzie: Christoph Kreuzer, Boy van Baarle, Niels de Groot i Ingemar Mayr, zajęła ostatnie, jedenaste miejsce. Do drużyny polskiej, zajmującej dziesiąte miejsce, Holendrzy stracili 64,2 punktu.
W lutym 2002 zajął najwyższe w karierze, 14. miejsce w zawodach Pucharu Kontynentalnego. Miało to miejsce na normalnej skoczni w niemieckim Braunlage. W marcu wystąpił w zawodach indywidualnych o mistrzostwo świata w lotach narciarskich w Harrachovie. Uplasował się wówczas na 44. miejscu wśród 49 sklasyfikowanych zawodników. Podczas serii treningowej przed ostatnimi zawodami Pucharu Świata w sezonie, 22 marca 2002 na mamuciej skoczni narciarskiej w Planicy, Kreuzer ustanowił swój rekord życiowy, uzyskując 162 metry. Wynik ten jest jednocześnie rekordem Holandii w długości skoku narciarskiego.

### Sezon 2002/2003
W sezonie letnim w 2002 udział w zawodach Letniego Pucharu Kontynentalnego i Letniego Grand Prix. W Pucharze Kontynentalnym pięciokrotnie zdobywał punkty. Najwyższe miejsce zajął 22 września w Calgary, gdzie był czternasty. Wraz z Ingemarem Mayrem, Jeroenem Nikkelem i Boyem van Baarle, wziął udział także w drużynowym konkursie Pucharu Kontynentalnego w Oberstdorfie. Ekipa holenderska zajęła w tych zawodach czternaste miejsce, pokonując tylko jeden zespół – Szwecję. Uczestniczył również w zawodach Letniego Grand Prix. W trzech pierwszych swoich startach, tj. dwukrotnie w Hinterzarten i w pierwszym konkursie w Lahti nie przeszedł kwalifikacji, natomiast w drugim konkursie w Lahti zajął 49. miejsce.
Zimową część sezonu 2002/2003 rozpoczął od sześciu startów w kwalifikacjach do konkursów Pucharu Świata, jednak ani razu nie awansował do zawodów głównych. Został zgłoszony także do austriackich konkursów 51. Turnieju Czterech Skoczni, jednak nie wystąpił w kwalifikacjach. 4 stycznia 2003 uczestniczył natomiast w konkursie Pucharu Kontynentalnego w Bischofshofen i zajął w nim 48. miejsce. Kolejne międzynarodowe występy zaliczył podczas konkursów Pucharu Świata w Japonii. Uczestniczył w pierwszych seriach konkursowych we wszystkich trzech zawodach (w Hakubie i dwukrotnie w Sapporo), jednak ani razu nie awansował do rundy finałowej. Został zgłoszony do kwalifikacji w Bad Mitterndorf, jednak ponownie zrezygnował ze startu pomimo uczestnictwa we wcześniej rozgrywanych seriach treningowych. Na początku lutego 2003 wziął udział w trzech indywidualnych konkursach w Willingen – w zawodach PK zajął 35. miejsce, a w PŚ był 48. i 42.
Kolejnym startem Kreuzera w sezonie były konkursy skoków narciarskich na mistrzostwach w Val di Fiemme. Pierwszymi zmaganiami były zawody na skoczni dużej. W serii próbnej przed kwalifikacjami Kreuzer uzyskał 97 metrów, co pozwoliło mu uplasować się na 50. miejscu. W serii kwalifikacyjnej zajął 40. miejsce, nie licząc zawodników z zapewnioną kwalifikacją oraz 52. miejsce po ich uwzględnieniu. Uzyskał ten sam rezultat, co w serii próbnej i osiągnął wynik punktowy 68,1 punktu. Do awansu zabrakło mu trzech miejsc – ostatnim kwalifikującym się skoczkiem był Giancarlo Adami, do którego Kreuzer stracił 3,1 punktu. 27 lutego, w serii próbnej przed kwalifikacjami do zawodów na obiekcie normalnej, Kreuzer zajął 55. miejsce po skoku na 77,5 metra. W serii kwalifikacyjnej skoczył sześć metrów dalej i uzyskał notę 88,5 punktu. Wynik ten pozwolił na zajęcie 48. miejsca w kwalifikacjach, ex aequo ze Stefano Chiapolino, i na awans do konkursu głównego. W zawodach uzyskał 81,5 metra i zajął ostatnie, 50. miejsce.
W marcu 2003 zajął 44. miejsce w konkursie Pucharu Kontynentalnego w Ruhpolding i był to jego ostatni start w zawodach organizowanych przez Międzynarodową Federację Narciarską w sezonie zimowym 2002/2003. Został zgłoszony także do kwalifikacji na skoczni w Planicy, jednak w nich nie wystartował.
W sezonie zimowym 2002/2003 trenerem Holendrów (Christopha Kreuzera i Ingemara Mayra) był czeski szkoleniowiec – Vasja Bajc. Prowadził on równocześnie kadrę holenderską i szwedzką. Po jego zakończeniu zrezygnował jednak z prowadzenia holenderskiej kadry.

### Sezon 2003/2004
Kreuzer wystartował w dwóch zawodach Letniego Pucharu Kontynentalnego w Velenje, inaugurujących sezon letni 2003. W pierwszym konkursie był 43., a w drugim – 42. Uczestniczył także w kwalifikacjach do wszystkich czterech zawodów Letniego Grand Prix 2003, jednak ani razu nie awansował do konkursu głównego.
W sezonie 2003/2004 został zgłoszony do siedmiu pierwszych indywidualnych konkursów Pucharu Świata. W sześciu z nich nie zdołał awansować do konkursu głównego. Jedyny występ Kreuzera w zawodach głównych miał miejsce 30 listopada w Ruce, kiedy to zajął 71. miejsce. Wyprzedził wówczas tylko dwóch sklasyfikowanych zawodników – Roberta Mateję i Maksima Anisimaua. Ponadto trzykrotnie uczestniczył w konkursach Pucharu Kontynentalnego – 1 stycznia 2004 w Seefeld in Tirol zajął 81. miejsce, 17 stycznia w Bischofshofen był 73., a dzień później na tej samej skoczni został sklasyfikowany na 57. miejscu.
W 2004 postanowił zakończyć karierę skoczka narciarskiego.

## Po zakończeniu kariery
Po zakończeniu kariery skoczka narciarskiego, dołączył do klubu tenisowego TC Arnoldstein. W 2012 roku brał udział w drugiej klasie rozgrywek KL2 B i KL2 D. W klasie KL2 B klub, który reprezentował, zajął drugie miejsce w Mistrzostwach Karyntii 2012, a w klasie KL2 D zajął ostatnie, ósme miejsce w grupie. Jednocześnie był kapitanem zespołu w klasie KL2 D. W mistrzostwach związkowych w 2012 zajął trzecie miejsce w kategorii męskiej B, ex aequo z Herbertem Rajakovitschem. Zwycięzcą turnieju został Roland Koller, a drugie miejsce zajął Martin Sattler.
W 2013 został kapitanem zespołu w trzeciej klasie KL3 B i członkiem zespołu w pierwszej klasie KL1 B.

## Osiągnięcia

### Mistrzostwa świata
| Miejsce | Dzień     | Rok  | Miejscowość | Skocznia           | Punkt K | Konkurs | Skok 1 | Skok 2 | Nota     | Strata    | Zwycięzca   |
| ------- | --------- | ---- | ----------- | ------------------ | ------- | ------- | ------ | ------ | -------- | --------- | ----------- |
| nq.     | 22 lutego | 2003 | Predazzo    | Trampolino Dal Ben | K-120   | indyw.  | nq     | nq     | nq       | nq        | Adam Małysz |
| 50.     | 28 lutego | 2003 | Predazzo    | Trampolino Dal Ben | K-95    | indyw.  | 81,5 m | nq     | 82,5 pkt | 196,5 pkt | Adam Małysz |

### Mistrzostwa świata w lotach
| Miejsce | Dzień      | Rok  | Miejscowość | Skocznia | Punkt K | Konkurs | Skok 1  | Skok 2 | Skok 3 | Skok 4 | Nota     | Strata    | Zwycięzca      |
| ------- | ---------- | ---- | ----------- | -------- | ------- | ------- | ------- | ------ | ------ | ------ | -------- | --------- | -------------- |
| 44.     | 9-10 marca | 2002 | Harrachov   | Čerťák   | K-185   | indyw.  | 112,0 m | nq     | –      | –      | 73,9 pkt | 322,4 pkt | Sven Hannawald |

### Puchar Świata

#### Miejsca w klasyfikacji generalnej
| Sezon     | Miejsce           |
| --------- | ----------------- |
| 2001/2002 | 86.               |
| 2002/2003 | niesklasyfikowany |
| 2003/2004 | niesklasyfikowany |

#### Miejsca w poszczególnych konkursach indywidualnychPucharu Świata
| Źródło | Źródło | Źródło           | Źródło           | Źródło           | Źródło           | Źródło                 | Źródło    | Źródło        | Źródło                 | Źródło                 | Źródło        | Źródło        | Źródło    | Źródło   | Źródło   | Źródło     | Źródło    | Źródło          | Źródło          | Źródło    | Źródło      | Źródło | Źródło | Źródło | Źródło  | Źródło  | Źródło | Źródło | Źródło | Źródło | Źródło | Źródło | Źródło | Źródło | Źródło | Źródło | Źródło | Źródło | Źródło | Źródło | Źródło | Źródło | Źródło | Źródło | Źródło | Źródło | Źródło | Źródło | Źródło |
| --- | ------ | ---------------- | ---------------- | ---------------- | ---------------- | ---------------------- | --------- | ------------- | ---------------------- | ---------------------- | ------------- | ------------- | --------- | -------- | -------- | ---------- | --------- | --------------- | --------------- | --------- | ----------- | ------ | ------ | ------ | ------- | ------- | ------ | ------ | ------ | ------ | ------ | ------ | ------ | ------ | ------ | ------ | ------ | ------ | ------ | ------ | ------ | ------ | ------ | ------ | ------ | ------ | ------ | ------ | ------ |
| Sezon 2001/2002 |        |                  |                  |                  |                  |                        |           |               |                        |                        |               |               |           |          |          |            |           |                 |                 |           |             |        |        |        |         |         |        |        |        |        |        |        |        |        |        |        |        |        |        |        |        |        |        |        |        |        |        |        |        |
| Kuopio | Kuopio | Titisee-Neustadt | Titisee-Neustadt | Villach          | Engelberg        | Engelberg              | Predazzo  | Predazzo      | Oberstdorf             | Garmisch-Partenkirchen | Innsbruck     | Bischofshofen | Willingen | Zakopane | Zakopane | Hakuba     | Sapporo   | Lahti           | Falun           | Trondheim | Oslo        | punkty | punkty | punkty | punkty  | punkty  | punkty | punkty | punkty | punkty | punkty | punkty | punkty | punkty | punkty | punkty | punkty | punkty | punkty | punkty |        |        |        |        |        |        |        |        |        |
| - | -      | -                | -                | -                | -                | -                      | -         | -             | -                      | -                      | -             | -             | -         | -        | -        | q          | 29        | q               | q               | q         | q           | 2      | 2      | 2      | 2       | 2       | 2      | 2      | 2      | 2      | 2      | 2      | 2      | 2      | 2      | 2      | 2      | 2      | 2      | 2      |        |        |        |        |        |        |        |        |        |
| Sezon 2002/2003 |        |                  |                  |                  |                  |                        |           |               |                        |                        |               |               |           |          |          |            |           |                 |                 |           |             |        |        |        |         |         |        |        |        |        |        |        |        |        |        |        |        |        |        |        |        |        |        |        |        |        |        |        |        |
| Ruka | Ruka   | Trondheim        | Trondheim        | Titisee-Neustadt | Titisee-Neustadt | Engelberg              | Engelberg | Oberstdorf    | Garmisch-Partenkirchen | Innsbruck              | Bischofshofen | Liberec       | Zakopane  | Zakopane | Hakuba   | Sapporo    | Sapporo   | Bad Mitterndorf | Bad Mitterndorf | Willingen | Willingen   | Oslo   | Lahti  | Lahti  | Planica | Planica | punkty |        |        |        |        |        |        |        |        |        |        |        |        |        |        |        |        |        |        |        |        |        |        |
| q | q      | q                | q                | q                | q                | -                      | -         | -             | -                      | -                      | -             | -             | -         | -        | 49       | 49         | 60        | -               | -               | 48        | 42          | -      | -      | -      | -       | -       | 0      |        |        |        |        |        |        |        |        |        |        |        |        |        |        |        |        |        |        |        |        |        |        |
| Sezon 2003/2004 |        |                  |                  |                  |                  |                        |           |               |                        |                        |               |               |           |          |          |            |           |                 |                 |           |             |        |        |        |         |         |        |        |        |        |        |        |        |        |        |        |        |        |        |        |        |        |        |        |        |        |        |        |        |
| Ruka | Ruka   | Trondheim        | Titisee-Neustadt | Engelberg        | Oberstdorf       | Garmisch-Partenkirchen | Innsbruck | Bischofshofen | Liberec                | Liberec                | Zakopane      | Zakopane      | Hakuba    | Sapporo  | Sapporo  | Oberstdorf | Willingen | Park City       | Lahti           | Kuopio    | Lillehammer | Oslo   | punkty | punkty | punkty  | punkty  | punkty | punkty | punkty | punkty | punkty | punkty | punkty | punkty | punkty | punkty | punkty | punkty | punkty | punkty | punkty |        |        |        |        |        |        |        |        |
| q | 71     | q                | q                | q                | q                | -                      | -         | -             | -                      | -                      | -             | -             | -         | -        | -        | -          | -         | -               | -               | -         | -           | -      | 0      | 0      | 0       | 0       | 0      | 0      | 0      | 0      | 0      | 0      | 0      | 0      | 0      | 0      | 0      | 0      | 0      | 0      | 0      |        |        |        |        |        |        |        |        |
| Legenda |        |                  |                  |                  |                  |                        |           |               |                        |                        |               |               |           |          |          |            |           |                 |                 |           |             |        |        |        |         |         |        |        |        |        |        |        |        |        |        |        |        |        |        |        |        |        |        |        |        |        |        |        |        |
| 1 2 3 4-10 11-30 poniżej 30 dq – dyskwalifikacja q – dyskwalifikacja w kwalifikacjach q – zawodnik nie zakwalifikował się - – zawodnik nie wystartował |        |                  |                  |                  |                  |                        |           |               |                        |                        |               |               |           |          |          |            |           |                 |                 |           |             |        |        |        |         |         |        |        |        |        |        |        |        |        |        |        |        |        |        |        |        |        |        |        |        |        |        |        |        |

### Letnie Grand Prix

#### Miejsca w klasyfikacji generalnej
| Sezon | Miejsce           |
| ----- | ----------------- |
| 2002  | niesklasyfikowany |
| 2003  | niesklasyfikowany |

#### Miejsca w poszczególnych konkursach Letniego Grand Prix
| Źródło | Źródło       | Źródło     | Źródło    | Źródło | Źródło    | Źródło | Źródło | Źródło | Źródło | Źródło | Źródło | Źródło | Źródło | Źródło | Źródło | Źródło | Źródło | Źródło | Źródło | Źródło | Źródło | Źródło | Źródło | Źródło | Źródło | Źródło |
| --- | ------------ | ---------- | --------- | ------ | --------- | ------ | ------ | ------ | ------ | ------ | ------ | ------ | ------ | ------ | ------ | ------ | ------ | ------ | ------ | ------ | ------ | ------ | ------ | ------ | ------ | ------ |
| 2002 |              |            |           |        |           |        |        |        |        |        |        |        |        |        |        |        |        |        |        |        |        |        |        |        |        |        |
| Hinterzarten | Hinterzarten | Courchevel | Lahti     | Lahti  | Innsbruck | punkty |        |        |        |        |        |        |        |        |        |        |        |        |        |        |        |        |        |        |        |        |
| q | q            | -          | q         | 49     | -         | 0      |        |        |        |        |        |        |        |        |        |        |        |        |        |        |        |        |        |        |        |        |
| 2003 |              |            |           |        |           |        |        |        |        |        |        |        |        |        |        |        |        |        |        |        |        |        |        |        |        |        |
| Hinterzarten | Courchevel   | Predazzo   | Innsbruck | punkty | punkty    | punkty | punkty | punkty | punkty | punkty | punkty | punkty |        |        |        |        |        |        |        |        |        |        |        |        |        |        |
| q | q            | q          | q         | 0      | 0         | 0      | 0      | 0      | 0      | 0      | 0      | 0      |        |        |        |        |        |        |        |        |        |        |        |        |        |        |
| Legenda |              |            |           |        |           |        |        |        |        |        |        |        |        |        |        |        |        |        |        |        |        |        |        |        |        |        |
| 1 2 3 4-10 11-30 poniżej 30 dq – dyskwalifikacja q – zawodnik nie zakwalifikował się - – zawodnik nie wystartował |              |            |           |        |           |        |        |        |        |        |        |        |        |        |        |        |        |        |        |        |        |        |        |        |        |        |

### Puchar Kontynentalny

#### Miejsca w klasyfikacji generalnej
| Sezon     | Miejsce           |
| --------- | ----------------- |
| 2001/2002 | 152.              |
| 2002/2003 | niesklasyfikowany |
| 2003/2004 | niesklasyfikowany |

#### Miejsca w poszczególnych konkursach Pucharu Kontynentalnego
| Sezon 1999/2000                                                               |             |              |           |              |           |          |               |         |           |               |               |           |                  |                  |            |              |           |           |               |               |          |               |               |            |           |            |            |            |            |               |            |           |        |        |         |               |               |           |           |                  |          |           |           |           |        |        |           |           |           |        |        |        |        |        |        |        |        |        |        |        |        |        |        |        |        |        |        |        |        |        |        |        |        |        |        |        |        |        |        |        |        |        |        |        |
| Velenje                                                                       | Velenje     | Villach      | Villach   | Oberstdorf   | Zakopane  | Zakopane | Rælingen      | Hakuba  | Hakuba    | Trondheim     | Trondheim     | Kuopio    | Lahti            | Lahti            | Innsbruck  | Engelberg    | Gallio    | Gallio    | Sapporo       | Sapporo       | Sapporo  | Brotterode    | Lauscha       | Braunlage  | Braunlage | Hakuba     | Hakuba     | Courchevel | Courchevel | Berchtesgaden | Saalfelden | Mislinja  | Westby | Westby | Planica | Planica       | Ishpeming     | Ishpeming | Schönwald | Titisee-Neustadt | Eisenerz | Eisenerz  | Zaō       | Zaō       | Våler  | Våler  | Harrachov | Harrachov | Rovaniemi | Ruka   | punkty |        |        |        |        |        |        |        |        |        |        |        |        |        |        |        |        |        |        |        |        |        |        |        |        |        |        |        |        |        |        |        |        |        |
| -                                                                             | -           | 35           | 45        | q            | -         | -        | -             | -       | -         | -             | -             | -         | -                | -                | -          | -            | -         | -         | -             | -             | -        | -             | -             | -          | -         | -          | -          | -          | -          | -             | -          | -         | -      | -      | -       | -             | -             | -         | -         | -                | -        | -         | -         | -         | -      | -      | -         | -         | -         | -      | 0      |        |        |        |        |        |        |        |        |        |        |        |        |        |        |        |        |        |        |        |        |        |        |        |        |        |        |        |        |        |        |        |        |        |
| Sezon 2001/2002                                                               |             |              |           |              |           |          |               |         |           |               |               |           |                  |                  |            |              |           |           |               |               |          |               |               |            |           |            |            |            |            |               |            |           |        |        |         |               |               |           |           |                  |          |           |           |           |        |        |           |           |           |        |        |        |        |        |        |        |        |        |        |        |        |        |        |        |        |        |        |        |        |        |        |        |        |        |        |        |        |        |        |        |        |        |        |        |
| Velenje                                                                       | Velenje     | Villach      | Villach   | Oberstdorf   | Rælingen  | Rælingen | Calgary       | Calgary | Park City | Park City     | Oberhof       | Ruka      | Ruka             | Lahti            | Lahti      | Sankt Moritz | Engelberg | Innsbruck | Sapporo       | Sapporo       | Sapporo  | Bischofshofen | Bischofshofen | Ishpeming  | Ishpeming | Courchevel | Courchevel | Lauscha    | Westby     | Westby        | Braunlage  | Braunlage | Gallio | Gallio | Planica | Iron Mountain | Iron Mountain | Schönwald | Schönwald | Zaō              | Zaō      | Vikersund | Vikersund | Vikersund | punkty | punkty | punkty    | punkty    | punkty    | punkty | punkty | punkty | punkty | punkty | punkty | punkty | punkty | punkty | punkty | punkty | punkty | punkty | punkty | punkty | punkty | punkty | punkty | punkty | punkty | punkty | punkty | punkty | punkty | punkty | punkty | punkty | punkty | punkty | punkty | punkty | punkty | punkty | punkty | punkty |
| -                                                                             | -           | -            | -         | -            | -         | -        | -             | -       | -         | -             | -             | -         | -                | -                | -          | -            | -         | 37        | -             | -             | -        | 39            | 41            | -          | -         | 22         | -          | -          | -          | -             | 15         | 50        | -      | -      | -       | -             | -             | -         | -         | -                | -        | -         | -         | -         | 25     | 25     | 25        | 25        | 25        | 25     | 25     | 25     | 25     | 25     | 25     | 25     | 25     | 25     | 25     | 25     | 25     | 25     | 25     | 25     | 25     | 25     | 25     | 25     | 25     | 25     | 25     | 25     | 25     | 25     | 25     | 25     | 25     | 25     | 25     | 25     | 25     | 25     | 25     | 25     |
| Sezon 2002/2003                                                               |             |              |           |              |           |          |               |         |           |               |               |           |                  |                  |            |              |           |           |               |               |          |               |               |            |           |            |            |            |            |               |            |           |        |        |         |               |               |           |           |                  |          |           |           |           |        |        |           |           |           |        |        |        |        |        |        |        |        |        |        |        |        |        |        |        |        |        |        |        |        |        |        |        |        |        |        |        |        |        |        |        |        |        |        |        |
| Lahti                                                                         | Lahti       | Liberec      | Liberec   | Sankt Moritz | Engelberg | Seefeld  | Bischofshofen | Sapporo | Sapporo   | Sapporo       | Planica       | Planica   | Titisee-Neustadt | Titisee-Neustadt | Braunlage  | Braunlage    | Willingen | Zakopane  | Zakopane      | Eisenerz      | Eisenerz | Westby        | Brotterode    | Brotterode | Lauscha   | Ishpeming  | Ishpeming  | Ishpeming  | Ruhpolding | Ruhpolding    | Zaō        | Zaō       | Stryn  | Stryn  | punkty  | punkty        | punkty        | punkty    | punkty    | punkty           | punkty   | punkty    | punkty    | punkty    | punkty | punkty | punkty    | punkty    | punkty    | punkty | punkty | punkty | punkty | punkty | punkty | punkty | punkty | punkty | punkty | punkty | punkty | punkty | punkty | punkty | punkty | punkty | punkty | punkty | punkty | punkty | punkty | punkty | punkty | punkty |        |        |        |        |        |        |        |        |        |        |
| -                                                                             | -           | 51           | 71        | -            | -         | 72       | 48            | -       | -         | -             | 71            | 54        | -                | -                | -          | -            | 35        | -         | -             | -             | -        | -             | -             | -          | -         | -          | -          | -          | -          | 44            | -          | -         | -      | -      | 0       | 0             | 0             | 0         | 0         | 0                | 0        | 0         | 0         | 0         | 0      | 0      | 0         | 0         | 0         | 0      | 0      | 0      | 0      | 0      | 0      | 0      | 0      | 0      | 0      | 0      | 0      | 0      | 0      | 0      | 0      | 0      | 0      | 0      | 0      | 0      | 0      | 0      | 0      | 0      |        |        |        |        |        |        |        |        |        |        |
| Sezon 2003/2004                                                               |             |              |           |              |           |          |               |         |           |               |               |           |                  |                  |            |              |           |           |               |               |          |               |               |            |           |            |            |            |            |               |            |           |        |        |         |               |               |           |           |                  |          |           |           |           |        |        |           |           |           |        |        |        |        |        |        |        |        |        |        |        |        |        |        |        |        |        |        |        |        |        |        |        |        |        |        |        |        |        |        |        |        |        |        |        |
| Lillehammer                                                                   | Lillehammer | Sankt Moritz | Engelberg | Seefeld      | Planica   | Planica  | Sapporo       | Sapporo | Sapporo   | Bischofshofen | Bischofshofen | Braunlage | Braunlage        | Brotterode       | Brotterode | Zakopane     | Westby    | Westby    | Iron Mountain | Iron Mountain | Kuopio   | Kuopio        | Vikersund     | Vikersund  | punkty    | punkty     | punkty     | punkty     | punkty     | punkty        | punkty     | punkty    | punkty | punkty | punkty  | punkty        | punkty        | punkty    | punkty    | punkty           | punkty   | punkty    | punkty    | punkty    | punkty | punkty | punkty    | punkty    | punkty    | punkty | punkty | punkty | punkty | punkty | punkty | punkty | punkty | punkty | punkty | punkty | punkty | punkty | punkty | punkty |        |        |        |        |        |        |        |        |        |        |        |        |        |        |        |        |        |        |        |        |
| -                                                                             | -           | -            | -         | 81           | -         | -        | -             | -       | -         | 73            | 57            | -         | -                | -                | -          | -            | -         | -         | -             | -             | -        | -             | -             | -          | 0         | 0          | 0          | 0          | 0          | 0             | 0          | 0         | 0      | 0      | 0       | 0             | 0             | 0         | 0         | 0                | 0        | 0         | 0         | 0         | 0      | 0      | 0         | 0         | 0         | 0      | 0      | 0      | 0      | 0      | 0      | 0      | 0      | 0      | 0      | 0      | 0      | 0      | 0      | 0      |        |        |        |        |        |        |        |        |        |        |        |        |        |        |        |        |        |        |        |        |
| Legenda                                                                       |             |              |           |              |           |          |               |         |           |               |               |           |                  |                  |            |              |           |           |               |               |          |               |               |            |           |            |            |            |            |               |            |           |        |        |         |               |               |           |           |                  |          |           |           |           |        |        |           |           |           |        |        |        |        |        |        |        |        |        |        |        |        |        |        |        |        |        |        |        |        |        |        |        |        |        |        |        |        |        |        |        |        |        |        |        |
| 1 2 3 4-10 11-30 poniżej 30 dq – dyskwalifikacja - – zawodnik nie wystartował |             |              |           |              |           |          |               |         |           |               |               |           |                  |                  |            |              |           |           |               |               |          |               |               |            |           |            |            |            |            |               |            |           |        |        |         |               |               |           |           |                  |          |           |           |           |        |        |           |           |           |        |        |        |        |        |        |        |        |        |        |        |        |        |        |        |        |        |        |        |        |        |        |        |        |        |        |        |        |        |        |        |        |        |        |        |

### Letni Puchar Kontynentalny

#### Miejsca w klasyfikacji generalnej
| Sezon | Miejsce           |
| ----- | ----------------- |
| 2002  | 44.               |
| 2003  | niesklasyfikowany |

#### Miejsca w poszczególnych konkursach Letniego Pucharu Kontynentalnego
| Źródło                                                                        | Źródło  | Źródło     | Źródło   | Źródło    | Źródło    | Źródło                 | Źródło                 | Źródło    | Źródło    | Źródło | Źródło | Źródło | Źródło | Źródło | Źródło | Źródło | Źródło | Źródło | Źródło | Źródło | Źródło | Źródło | Źródło | Źródło | Źródło | Źródło |
| ----------------------------------------------------------------------------- | ------- | ---------- | -------- | --------- | --------- | ---------------------- | ---------------------- | --------- | --------- | ------ | ------ | ------ | ------ | ------ | ------ | ------ | ------ | ------ | ------ | ------ | ------ | ------ | ------ | ------ | ------ | ------ |
| 2002                                                                          |         |            |          |           |           |                        |                        |           |           |        |        |        |        |        |        |        |        |        |        |        |        |        |        |        |        |        |
| Velenje                                                                       | Velenje | Oberstdorf | Rælingen | Rælingen  | Falun     | Calgary                | Calgary                | Park City | Park City | punkty |        |        |        |        |        |        |        |        |        |        |        |        |        |        |        |        |
| 48                                                                            | 27      | 48         | -        | -         | -         | 15                     | 14                     | 20        | 28        | 52     |        |        |        |        |        |        |        |        |        |        |        |        |        |        |        |        |
| 2003                                                                          |         |            |          |           |           |                        |                        |           |           |        |        |        |        |        |        |        |        |        |        |        |        |        |        |        |        |        |
| Velenje                                                                       | Velenje | Calgary    | Calgary  | Park City | Park City | Garmisch-Partenkirchen | Garmisch-Partenkirchen | Trondheim | Trondheim | punkty |        |        |        |        |        |        |        |        |        |        |        |        |        |        |        |        |
| 43                                                                            | 42      | -          | -        | -         | -         | -                      | -                      | -         | -         | 0      |        |        |        |        |        |        |        |        |        |        |        |        |        |        |        |        |
| Legenda                                                                       |         |            |          |           |           |                        |                        |           |           |        |        |        |        |        |        |        |        |        |        |        |        |        |        |        |        |        |
| 1 2 3 4-10 11-30 poniżej 30 dq – dyskwalifikacja - − zawodnik nie wystartował |         |            |          |           |           |                        |                        |           |           |        |        |        |        |        |        |        |        |        |        |        |        |        |        |        |        |        |